# یشا
یِشا (عبری: יש"ע‎ (مخفف عبری برای «یهودیه، سامره، غزه» است) (יהודה שומרון עזה "یهودا شمرون عزا") - یک منطقه جغرافیایی که تقریباً با کرانه باختری و نوار غزه در مجموع مطابقت دارد. یشا یکی از چندین اصطلاحی است که برای توصیف مناطق فلسطین سابقاً تحت قیمومیت، که توسط مصر و اردن اشغال شده و بعداً بخشی از یک فرمانداری نظامی شد، به کار می‌رود.
فرمانداری نظامی اسرائیل پس از جنگ شش روزه در ژوئن ۱۹۶۷ توسط اسرائیل در سرزمین‌های اشغالی اسرائیل، به همراه مناطق سینا و جولان، تأسیس شد. در سال ۱۹۸۲، مناطقی از یشا از حکومت نظامی به اداره مدنی اسرائیل تحت نظر وزارت دفاع منتقل شد، در حالی که اورشلیم شرقی به‌طور یکجانبه به اسرائیل ضمیمه شد؛ در همان سال سینا به مصر بازگردانده شد، در حالی که جولان غربی به‌طور یکجانبه از طریق قانون جولان ضمیمه شد. در سال‌های ۱۹۹۴ و ۱۹۹۵، بخش عمده‌ای از یشا، تحت توافق‌نامه اسلو، به حکومت خودمختار تشکیلات خودگردان فلسطین منتقل شد.
سایر کلمات اختصاری که اسرائیلی‌ها برای بخش کرانه باختری استفاده می‌کنند عبارتند از شای (ש"י و یهودا - سامره و یهودیه)، و آیوش (איו"ש یهودا وشومرون - ناحیه یهودیه و سامره).
شورای یشا، سازمان جامع شوراهای مختلف شهری (محلی، منطقه‌ای و شهری) است که نماینده یهودیان در منطقه می‌باشند. تقسیم اداری منطقه یهودیه و سامره برای اداره جوامع اسرائیلی در محدوده یشا (در منطقه ج کرانه باختری) تأسیس شد.

## نباید اشتباه گرفته شود
گذشته از اینکه یک مخفف است، «یِشا» (יֵשַׁע همچنین کلمه عبری برای نجات است. به همین دلیل، از آن به عنوان نام مکانی برای یک موشاو در اسرائیل، یِشا، استفاده شده است و همچنین در نام کتاب مقدس یِشایاهو (اشعیا) نیز وجود دارد. علاوه بر این، هیچ‌یک از این کاربردها را نباید با یِشو یا یِشو اشتباه گرفت.